# NGC 6740
NGC 6740 é uma galáxia espiral (Sb) localizada na direcção da constelação de Lyra. Possui uma declinação de +28° 46' 16" e uma ascensão recta de 19 horas, 00 minutos e 50,5 segundos.
A galáxia NGC 6740 foi descoberta em 28 de Junho de 1864 por Albert Marth.